# NGC 2405
NGC 2405 je galaksija u zviježđu Blizancima.

## Vanjske poveznice
- SEDS: NGC 2405